# Miksa szász királyi herceg
Miksa Mária József szász herceg (teljes német neve Prinz Maximilian Maria Joseph Anton Johann Baptist Johann Evangelista Ignaz Augustin Xaver Aloys Johann Nepomuk Januar Hermenegild Agnellus Paschalis von Sachsen) (Drezda, 1759. április 13. – Drezda, 1838. január 3.), a Wettin-ház Albert-ágából származó szász választófejedelmi herceg, 1806-tól királyi herceg, 1827–1830 között a Szász Királyság kijelölt trónörököse. Ő maga 1830-ban lemondani kényszerült trónigényéről. Két bátyja, I. Frigyes Ágost és I. Antal, valamint fiai közül is ketten (II. Frigyes Ágost és I. János) Szászország királyaiként uralkodtak.

## Élete

### Származása

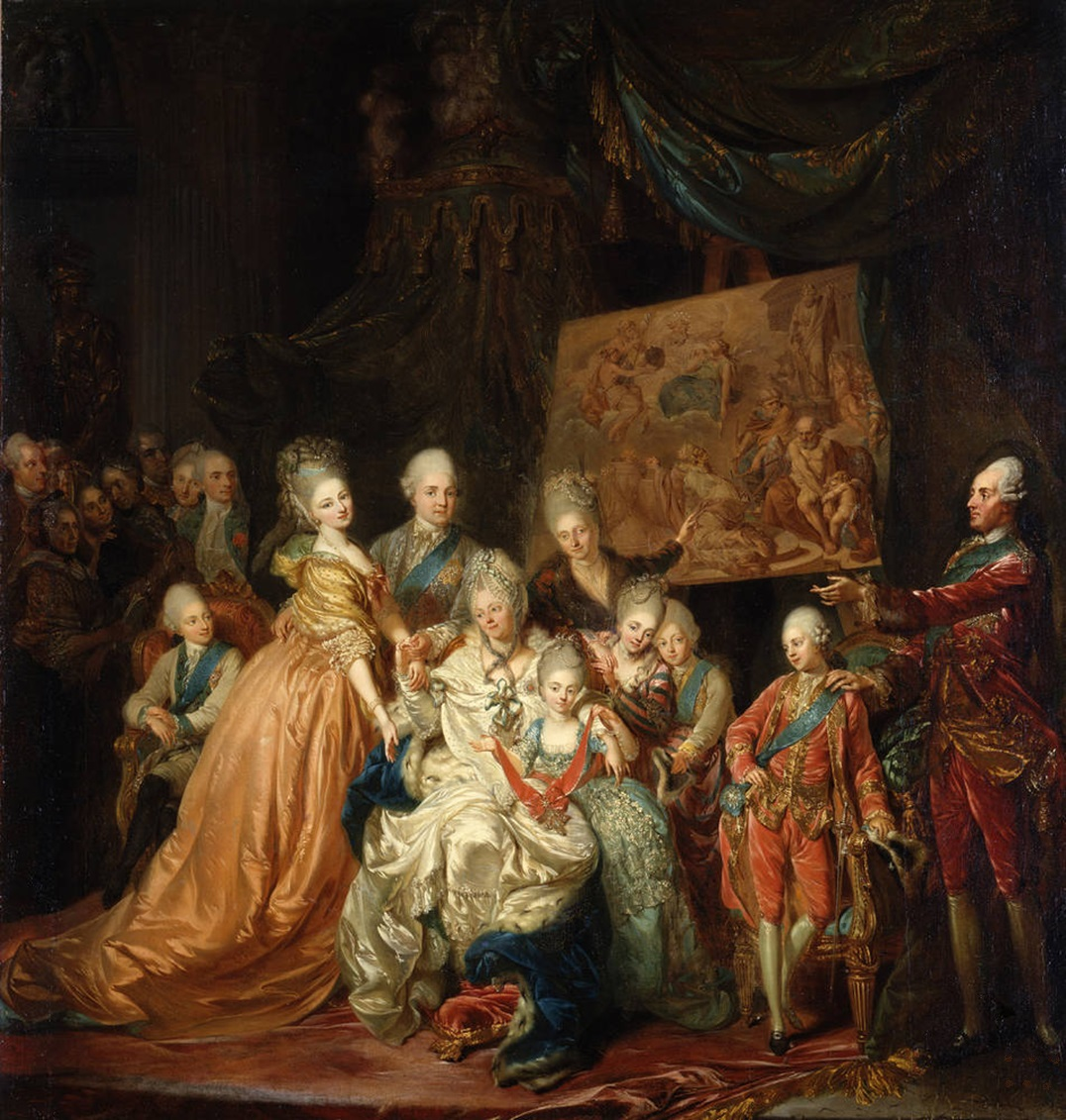
A szász választófejedelmi család, 1772. (J. E. Zeissig (Schenau) műve, Régi Képtár, Drezda). Balról jobbra: Károly Miksa (1752–1781), Mária Amália Auguszta pfalz-zweibrücken-birkenfeldi hercegnő (1752–1828) és férje, I. Frigyes Ágost (1750–1827), Mária Antónia Walpurga bajor hercegnő (1724–1780), Terézia Mária Anna (1761–1820), Mária Amália Anna (1757–1831), Miksa (1759-1838), Antal Kelemen (1755-1836) és Ferenc Xavér herceg, társrégens (1730–1806).

Édesapja a Wettin-ház Albert-ágából származó Frigyes Keresztély szász választófejedelem (1722–1763) volt, III. Ágost lengyel király (1696–1763) és Habsburg Mária Jozefa főhercegnő (1699–1757) legidősebb túlélő fia, Albert Kázmér szász–tescheni herceg bátyja, apai ágon Erős Ágost lengyel király és szász választófejedelem, anyai ágon I. József német-római császár unokája.
Édesanyja a Wittelsbach-házból származó Mária Antónia Walpurga bajor hercegnő (1724–1780) volt, VII. Károly német-római császár (1697–1745) és Habsburg Mária Amália főhercegnő (1701–1756) leánya, apai ágon a törökverő II. Miksa Emánuel bajor választófejedelem, anyai ágon I. József német-római császár unokája. (Szülei elsőfokú unokatestvérek voltak, lévén a két nagymama, Mária Jozefa és Mária Amália édestestvérek, I. József császár leányai).
Szülei házasságából 9 gyermek született, ketten közülük születésük órájában meghaltak. A túlélők között Miksa volt a legfiatalabb, az ötödik fiú:
1. Fiúgyermek (*/† 1748), születésekor meghalt.
2. Frigyes Ágost József herceg (1750–1827), 1763-tól III. Frigyes Ágost néven választófejedelem, 1806-tól I. Frigyes Ágost néven Szászország királya.
3. Károly Miksa Mária herceg (1752–1781), 1763-tól a trón várományosa.
4. József Mária Lajos herceg (1754–1763), gyermekként meghalt.
5. Antal Kelemen Tivadar herceg (1755–1836), 1781-től trónörökös, 1827-től I. Antal néven Szászország királya.
6. Mária Amália Anna hercegnő (1757–1831), aki 1774-ben II. Károly Ágosthoz, Pfalz–Birkenfeld–Zweibrücken hercegéhez (1746–1795) ment feleségül.
7. Miksa Mária József herceg (1759–1838), 1827-től koronaherceg, aki 1792-ben Karolina Mária Bourbon–parmai hercegnőt (1770–1804), majd 1822-ben Mária Lujza Sarolta Bourbon–parmai hercegnőt (1802–1857) vette feleségül.
8. Terézia Mária Jozefina hercegnő (1761–1820).
9. Fiúgyermek (*/† 1762), születésekor meghalt.

### Ifjúsága
Miksa herceg 4 éves volt 1763-ban, amikor apja, Frigyes Keresztély választófejedelem elhunyt. Trónját legidősebb fia, az ekkor 13 éves Frigyes Ágost örökölte. A kiskorú herceg mellett özvegy anyja, a nagy műveltségű és művészetpártoló Mária Antónia Walpurga bajor hercegnő látta el a régensi teendőket. Miksa bátyjai közül ketten, Károly és József hercegek fiatal korukban meghaltak, örökös hátrahagyása nélkül. Két másik bátyjának, Frigyes Ágost és Antal hercegeknek sem születtek életképes férfi utódai. (Frigyes Ágostnak egyetlen leánygyermeke érte meg a felnőttkort, mindhárom fiúgyermeke halva született, az utolsó 1797-ben. Antalnak egyáltalán nem voltak gyermekei). Ennek következtében a napóleoni háborúk kezdetére Miksa herceg (Antal után) a második helyre került a választófejedelmi trón várományosainak sorában.

### Első házassága
Első házasságát 1792. április 22-én Parmában képviselők útján (per procurationem) kötötte meg, majd május 9-én Drezdában ünnepélyes esküvőt tartottak, mindkét fél személyes részvételével. Karolina Mária Bourbon–parmai hercegnőt (1770–1804) vette feleségül, I. Ferdinándnak, Parma, Piacenza és Guastalla uralkodó hercegének (1751–1802) és Habsburg–Lotaringiai Mária Amália főhercegnő (1746–1804) legidősebb leányát. E házasságból 7 gyermek született:
- Mária Amália Friderika hercegnő (1794–1870), színházi és operaszerző.
- Mária Ferdinanda Amália hercegnő (1796–1865), aki 1821-ben III. Ferdinánd toszkánai nagyhercegnek (1769–1824), II. Lipót német-római császár fiának második felesége lett.
- Frigyes Ágost Albert Maria herceg (1797–1854), aki 1819-ben Habsburg–Lotaringiai Mária Karolina Ferdinanda főhercegnőt (1801–1832) vette feleségül, és 1836-ban II. Frigyes Ágost néven Szászország királya lett.
- Kelemen (Clemens) Maria Nepomuk herceg (1798–1822).
- Mária Anna Karolina hercegnő (1799–1832), aki 1817-ben II. Lipót toszkánai nagyherceghez, III. Ferdinánd nagyherceg fiához ment feleségül.
- János Nepomuk herceg (1801–1873), aki 1822-ben Amália Auguszta bajor királyi hercegnőt (1801–1877), I. Miksa bajor király leányát vette feleségül, és 1854-től I. János néven Szászország királya lett.
- Mária Jozefa Amália hercegnő (1803–1829), 1819-től VII. Ferdinánd spanyol király harmadik felesége.

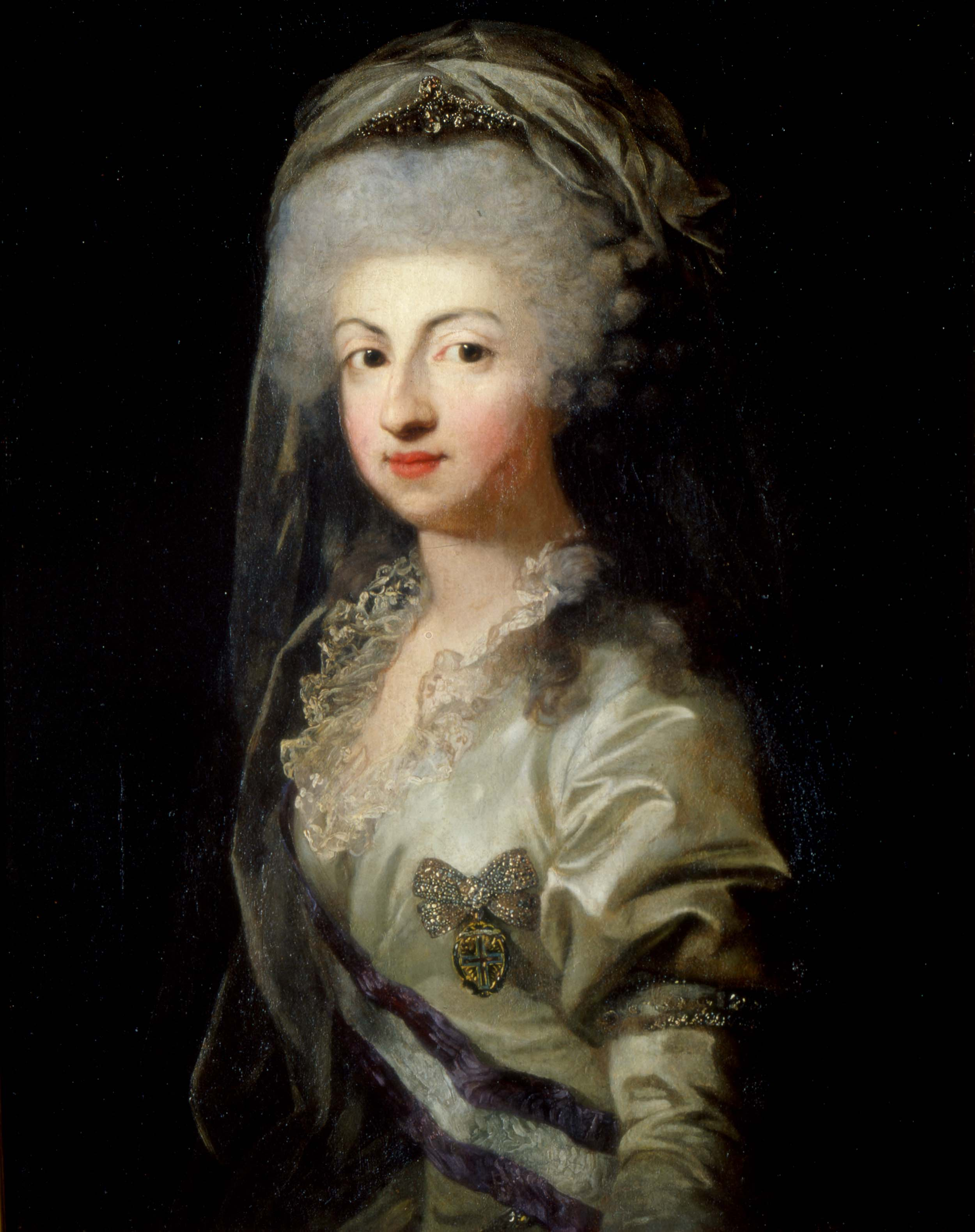
Első felesége, Karolina Mária hercegnő
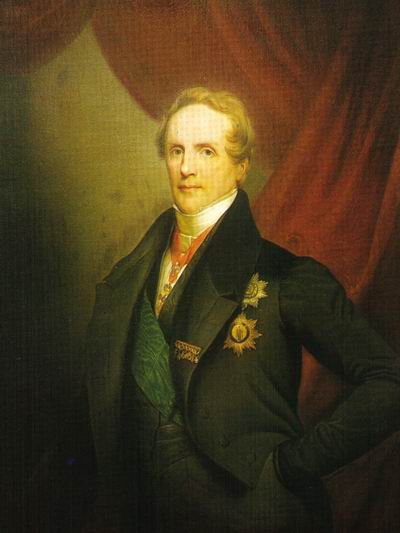
Fia, II. Frigyes Ágost szász király
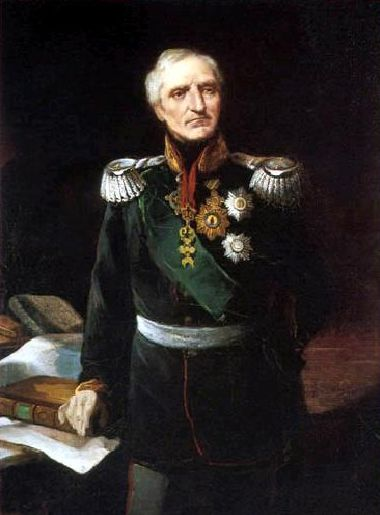
Fia, I. János szász király
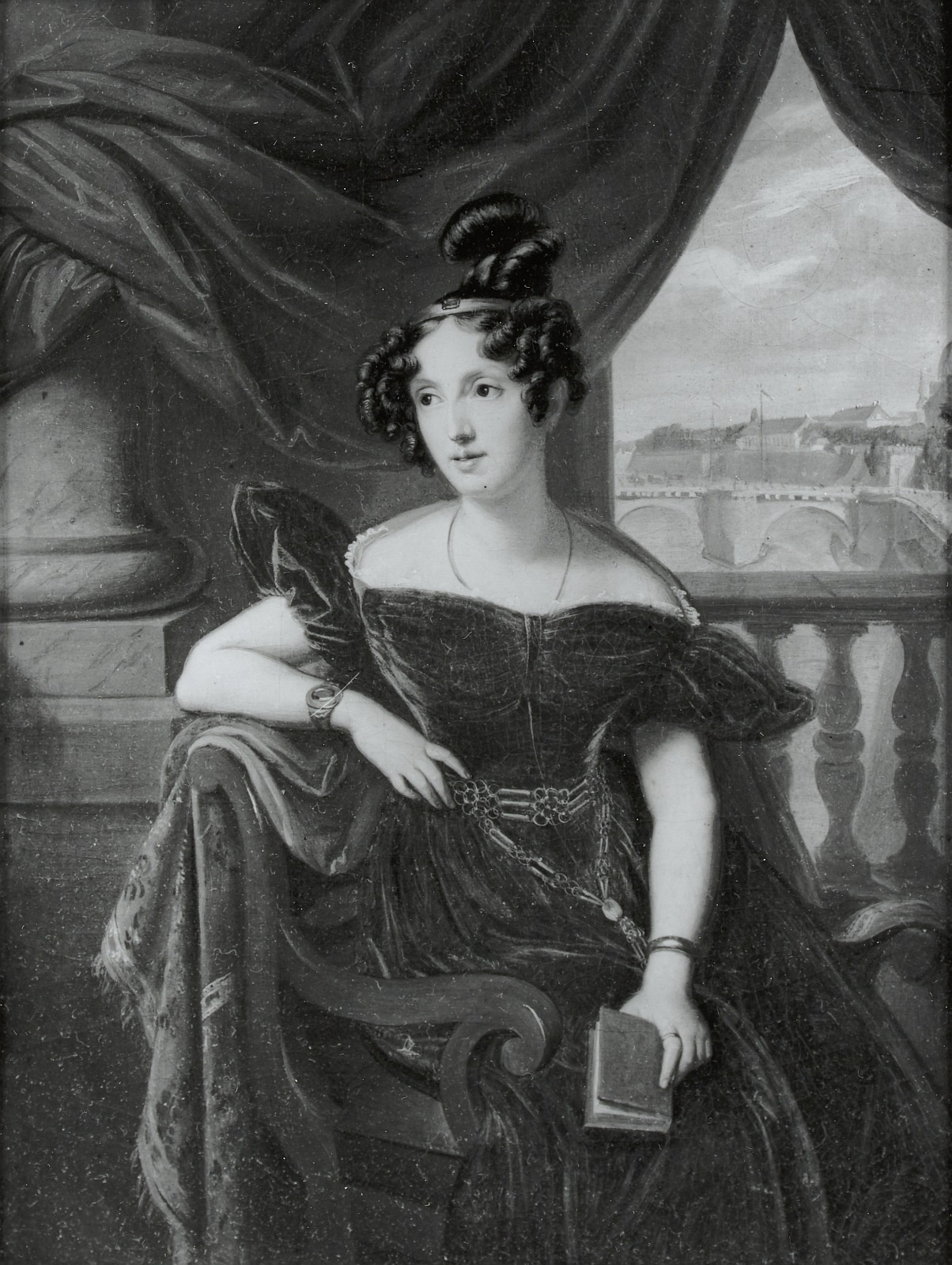
Második felesége, Mária Lujza Sarolta hercegnő

### Hosszú útja a trón felé

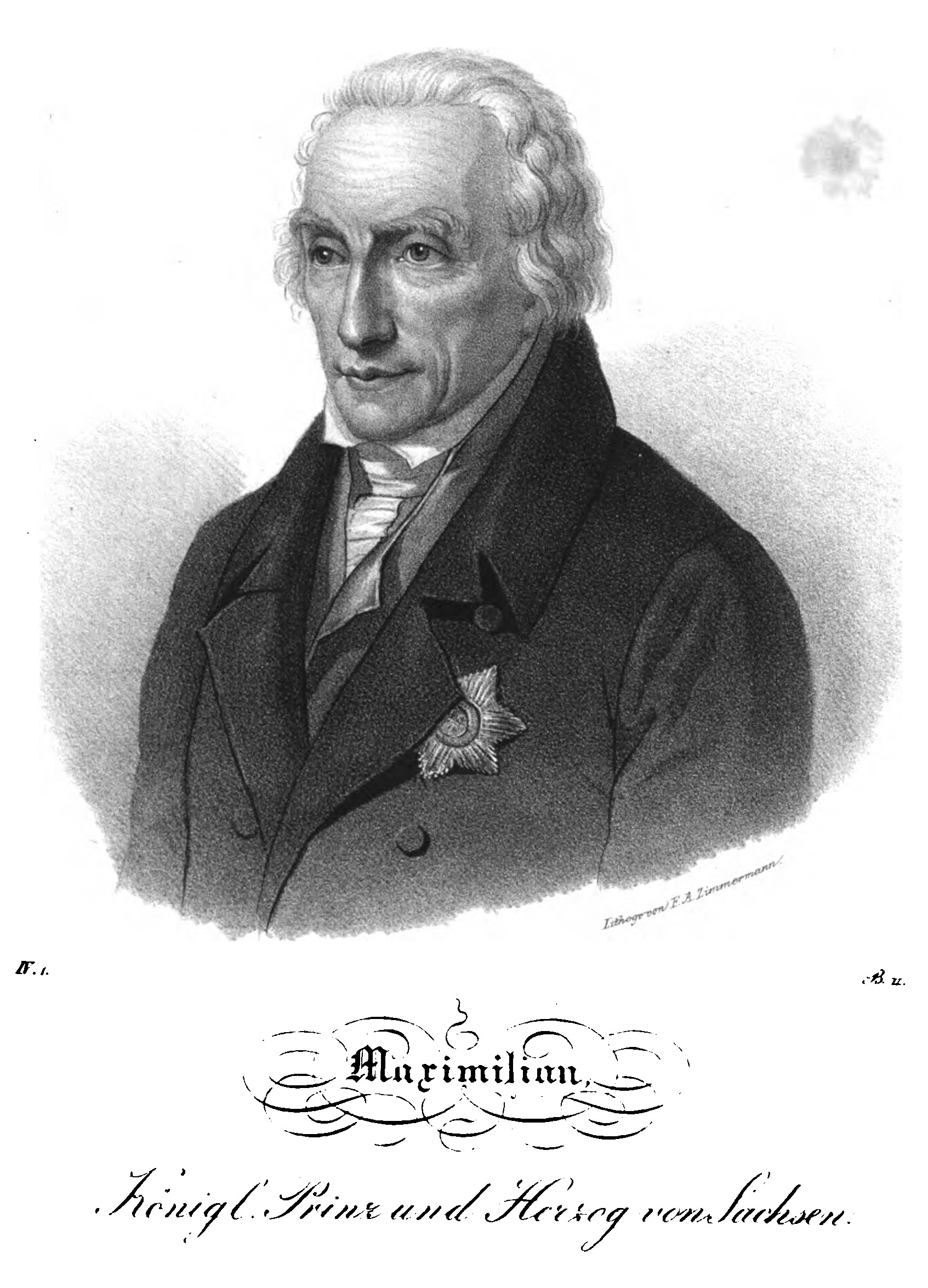
Az idős Miksa herceg (litográfia, 1839).

Miksa herceg távol tartotta magát az államügyektől. Életét családjának szentelte, nyelveket, történelmet, irodalmat tanult, képezte magát, széles körű műveltségre tett szert. Nagyon szerette a zenét és a költészetet, ennek művelőit bőkezűen támogatta. Első feleségének halála után saját kezébe vette gyermekeinek nevelését. A kisebbeket ő maga oktatta alapvető vallási és gyakorlati ismeretekre.
A napóleoni háborúk során 1806. október 14-én Szászország a negyedik koalíció tagjaként a Jéna-auerstädti csatában megsemmisítő vereséget szenvedett Napóleon csapataitól. 1806. december 11-én Szászország aláírta a poseni békeszerződést. december 20-án Napóleon császár az uralkodó III. Frigyes Ágost választófejedelmet Szászország királyának ismerte el, I. Frigyes Ágost néven. A király öccsei, Antal és Miksa hercegek, valamint Miksa fiai is szász királyi hercegi rangra emelkedtek.
1827-ben a 77 éves I. Frigyes Ágost király elhunyt, trónját öccse, a 72 éves Antal herceg örökölte. Miksa herceg, a király legidősebb öccse ezzel 68 éves korában hivatalosan is trónörökössé lépett elő, és megillette a Szász Királyság koronahercege (Kronprinz von Sachsen) cím.

### Második házassága
21 évvel első feleségének, Karolina Mária Bourbon–parmai hercegnőnek halála után, 66 éves korában Miksa másodszor is megnősült. 1825. október 15-én Luccában képviselők útján (per procurationem), majd november 7-én Drezdában ünnepélyes esküvő keretében feleségül vette első feleségének ifjú unokahúgát, a 23 éves Mária Lujza Sarolta Bourbon–parmai hercegnőt (1802–1857), az elhunyt I. Lajos etruriai királynak (1773–1803) és Mária Lujza Jozefa spanyol infánsnőnek (1782–1824), a Luccai Hercegség uralkodó régensének leányát. Miksa herceg 43 évvel idősebb volt menyasszonyánál. A második házasság gyermektelen maradt.

### Forradalom és lemondás

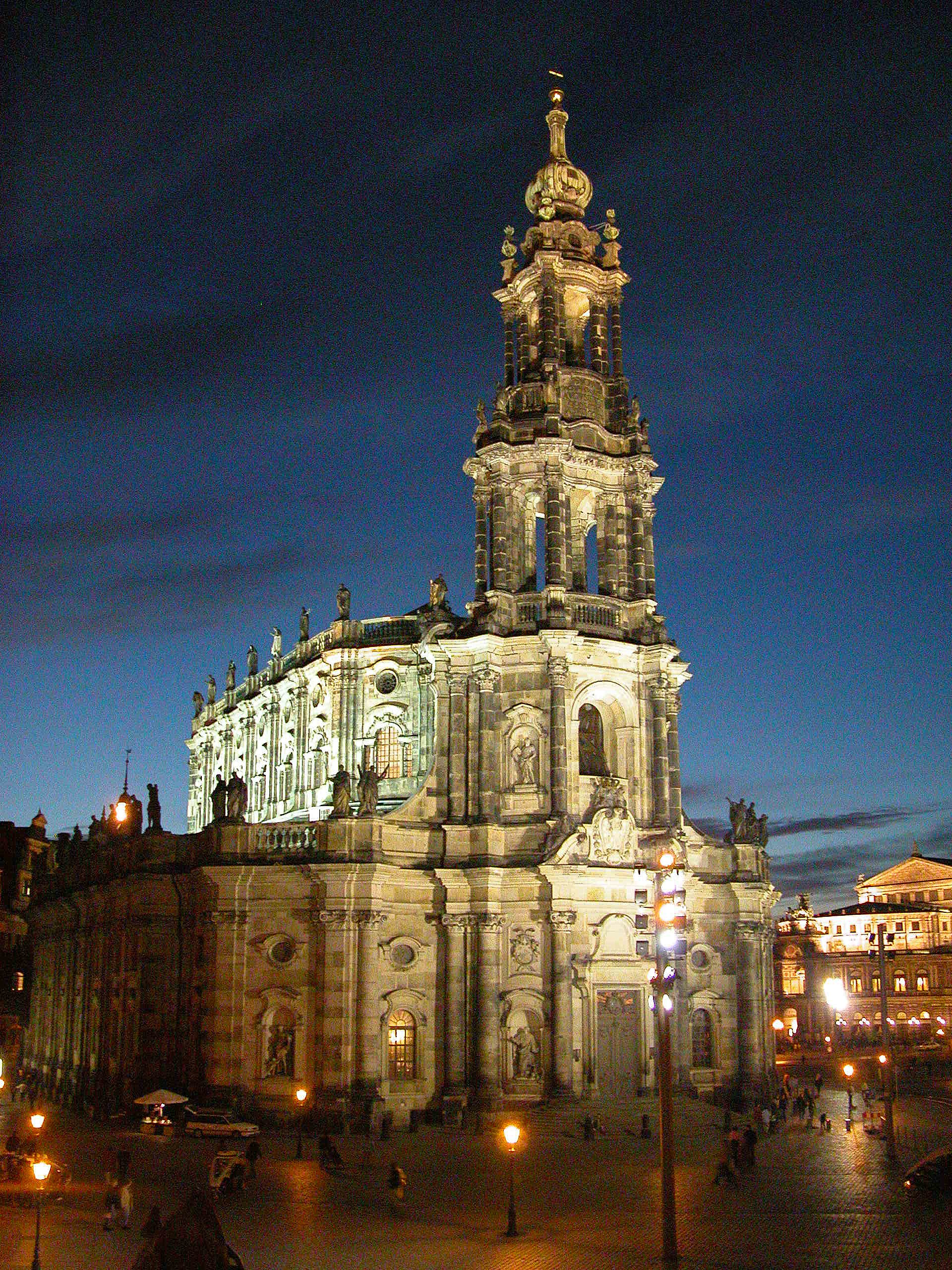
A drezdai Katholische Hokirche

Az 1830. júliusi francia forradalom hatására ősszel Szászországban is zavargások törtek ki, a polgári elit részt követelt a politikai hatalomból. Szeptember 13-án a konzervatív Detlev von Einsiedel gróf kormánya lemondott, a 75 éves Antal király Bernhard von Lindenaut bízta meg kormányalakítással. A liberálisok követelték, hogy egy fiatalabb herceg vegye át a koronát. A 71 éves Miksa hercegnek 1830. szeptember 13-án le kellett mondania trónöröklési jogáról legidősebb fia, Frigyes Ágost herceg javára, akit kineveztek társuralkodó herceggé (Prinz-Mitregent), hogy nagybátyjától, az idős Antal királytól fokozatosan vegye át az államügyek intézését. A felkeléseket 1831-re katonai erővel leverték ugyan, de Antal király kénytelen volt elfogadni a liberális követelések egy részét. 1831. szeptember 4-én új, mérsékelten konzervatív alkotmányt bocsátott ki.
Antal király 81 éves korában bekövetkezett haláláig uralkodott. 1836. június 6-án hunyt el, trónját unokaöccse, II. Frigyes Ágost örökölte. Miksa herceg tehát megérhette, hogy fiát Szászország királyává koronázzák. Az új király apjának és öccsének adományozta a Szász-Svájcban fekvő festői Weesenstein kastélyt. Az új trónörökös, János Nepomuk herceg ide is költözött.
Másfél évvel később, 1838. január 3-án a 79 éves Miksa herceg Drezdában elhunyt. A drezdai katolikus székesegyházban (Katholische Hofkirche), a Wettin család kriptájában (Wettinergruft) temették el. Halála után 16 évvel, 1854-ben második fiát, János herceget is Szászország királyává koronázták. Őt már saját fiai és unokái követték a trónon. A Szász Királyságban Miksa herceg egyenes leszármazottai uralkodtak egészen 1918-ig, a monarchia megdöntéséig.